# Joaquim Gomes Calado
Joaquim Gomes Calado (Picos, PI, 10 de setembro de 1905 – Água Branca, PI, 13 de junho de 1985) é um comerciante, agropecuarista, agrimensor e político brasileiro que foi deputado estadual pelo Piauí.

## Dados biográficos
Sua carreira política teve início em São Pedro do Piauí onde exerceu o mandato de vereador no período anterior ao Estado Novo e com o fim do regime ingressou na UDN. elegendo-se deputado estadual em 1950. Após fixar residência em Água Branca antes mesmo de criado o município, foi comerciante, agropecuarista, agrimensor e serventuário da justiça estadual.
Seu filho, José Calado Neto, foi eleito prefeito de Água Branca pelo PDS em 1982.